# Noriaki Tsuchimoto

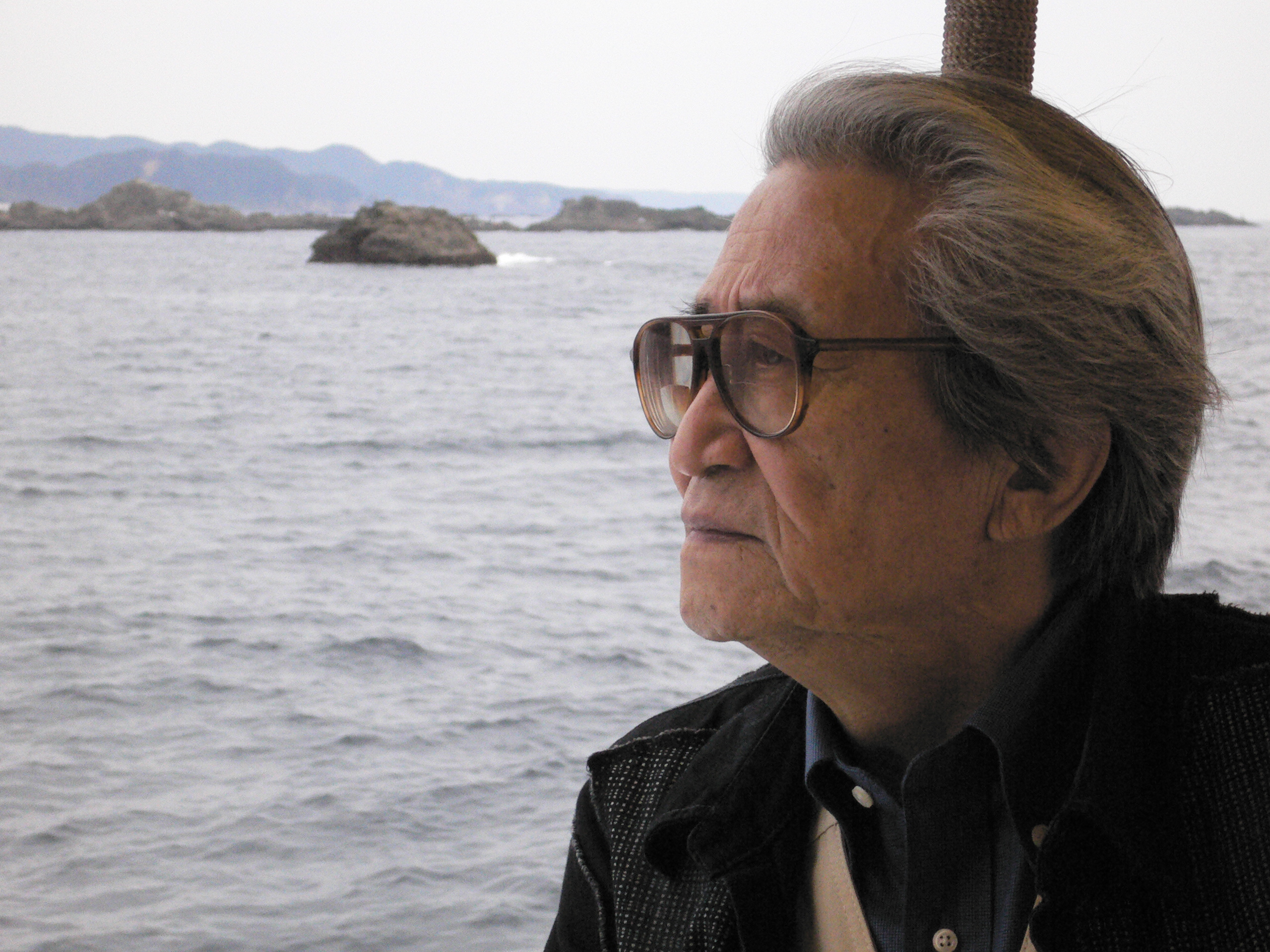
Tsuchimoto 2005

Noriaki Tsuchimoto (jap. 土本 典昭, Tsuchimoto Noriaki; * 11. Dezember 1928 in Toki, Präfektur Gifu; † 24. Juni 2008) war ein japanischer Filmregisseur, Drehbuchautor und Filmproduzent.
Besondere Aufmerksamkeit widmete er der Minamata-Krankheit und deren Opfer, worüber er mehrere Dokumentationen drehte: Minamata – Kanja-san to Sono Sekai (水俣 - 患者さんとその世界, wörtlich: „Minamata – die Opfer und ihre Welt“; 1971), Minamata Ikki – Isshō o Tou Hitobito (水俣一揆 - 一生を問う人々, wörtlich: „der Minamata-Aufstand – Menschen die sich ihr ganzes Leben fragen“; 1973), Minamata Report I: Jitsuroku Kōchōi (水俣レポートI 実録公調委; 1973), Igaku toshite no Minamata-byō (医学としての水俣病, etwa: „die Medizin und die Minamata-Krankheit“; 1975), Minamata  (水俣の図 物語, Minamata no Zu: Monogatari, wörtlich: „ein Bildnis von Minamata: eine Geschichte“; 1981) und Minamata-byō: Sono 30-nen (水俣病 その30年, wörtlich: „Minamata-Krankheit: 30 Jahre“; 1987).

## Filmografie (Auswahl)
Regisseur
- 1964: Document Rojō (ドキュメント 路上)
- 1964: Ein Heizer (ある機関助士, Aru Kikan Joshi)
- 1971: Minamata – die Opfer und ihre Krankheit
- 2005: Hiroshima no Pika (ひろしまのピカ)

Drehbuchautor
- 1964: Ein Heizer
- 2003: Mō Hitotsu no Afghanistan: Kabul Nikki 1985-nen (もうひとつのアフガニスタン カーブル日記 1985年, dt. „Noch einmal Afghanistan: Kabul-Tagebuch 1985“)